# Gongylonema pulchrum
Gongylonema pulchrum är en rundmaskart som beskrevs av Raffaele Molin 1857. Gongylonema pulchrum ingår i släktet Gongylonema och familjen Gongylonematidae. Inga underarter finns listade i Catalogue of Life.

## Bildgalleri

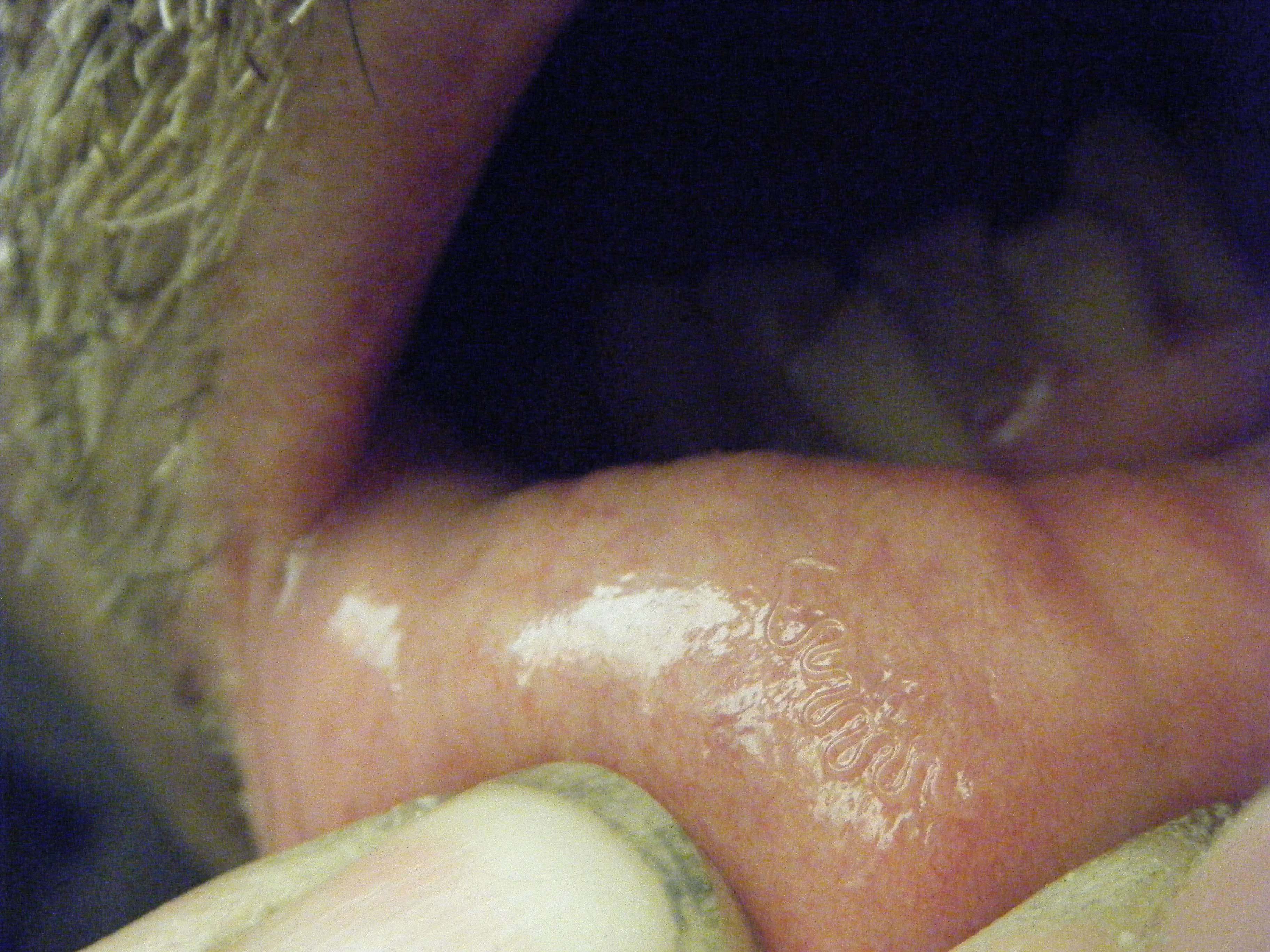
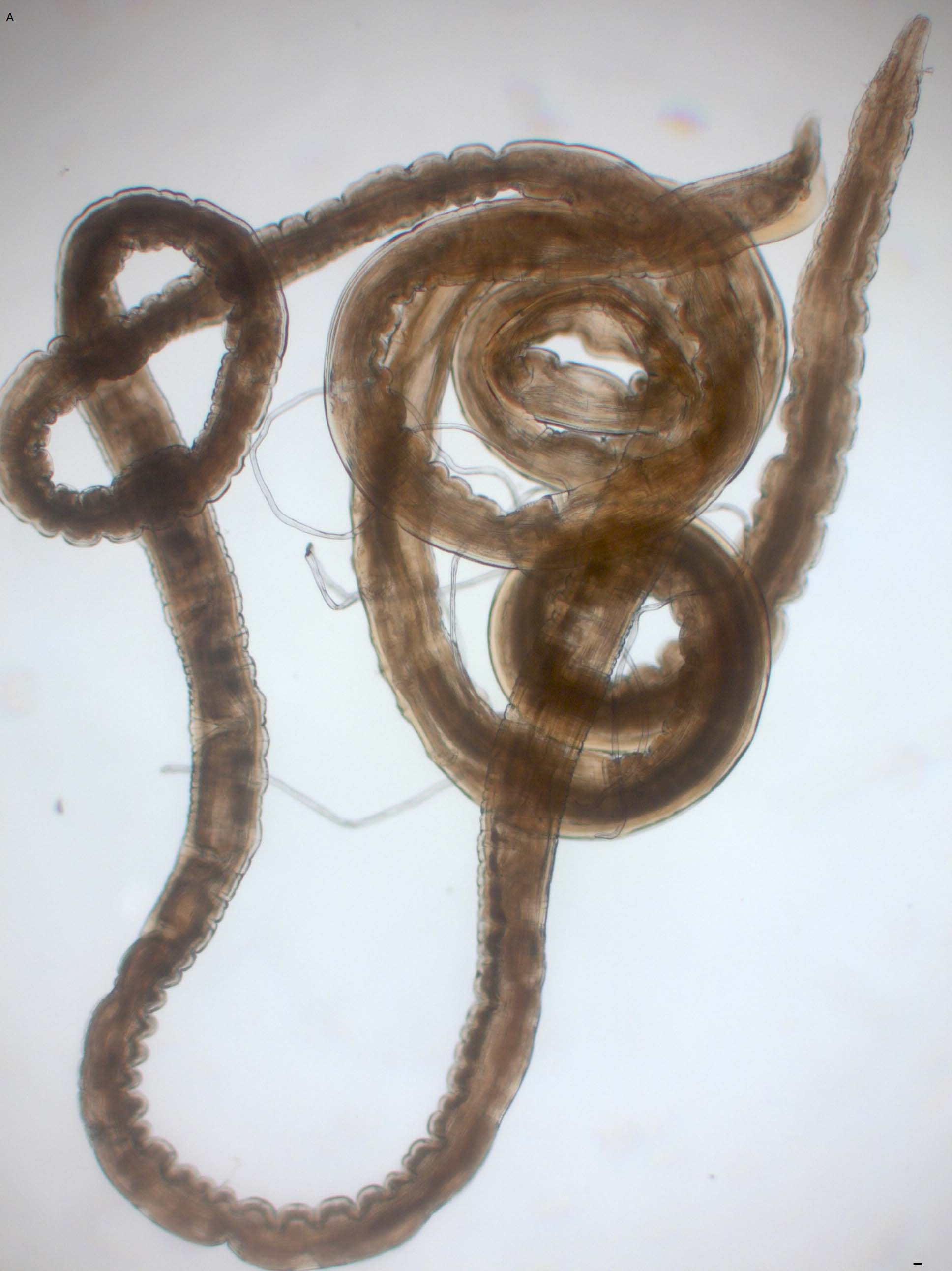